# 杨怀宾
杨怀宾（?—?），唐朝夏州朔方人，是韩游瑰属下将领。
李怀光反唐，韩游瑰退保邠州、宁州，张昕守邠州，想要投靠李怀光。杨怀宾乘夜率领数十骑斩杀张昕及同谋者。韩游瑰派遣杨怀宾奉表到行在奏告唐德宗，唐德宗慰劳，任命杨怀宾兼御史中丞。韩游瑰邠宁节度使。间谍到河中，杨怀宾之子杨朝晟听说其事。泣告李怀光曰：“父亲立功于国，儿子合当诛戮，不可主兵。”李怀光于是把他囚禁起来。诸军进围河中，韩游瑰营在长春宫扎营，杨怀宾作战身先士卒。平定李怀光之后，德宗念其忠心，派副元帅浑瑊特赦杨朝晟，担任韩游瑰的都虞侯。当时父子同在军中，都担任为开府、宾客、御史中丞、异姓王，军中以他们为荣。